# Tupelče
Tupelče (in italiano tra le due guerre Villa Tupelce, prima Duplezze) è un paese della Slovenia, insediamento (naselja) del comune di Comeno.
La località carsica si trova a 6,2 km a est del capoluogo comunale e a 12,4 kilometri dal confine italiano.

## Storia
Dopo la caduta dell'Impero romano d'Occidente, e la parentesi del Regno ostrogoto, i Longobardi si insediarono nel suo territorio, seguiti poi attorno al VI secolo da popolazioni slave. Alla caduta del Regno longobardo subentrarono quindi i Franchi; nell'887 Arnolfo, Re dei Franchi orientali, istituì la marca di Carniola; nel 957 la Carniola passò sotto l'autorità del Duca di Baviera e poi nel 976 nel Ducato di Carinzia appena costituito dall'imperatore Ottone II.

In seguito il Ducato di Carinzia passò, come ricompensa per i servigi resi all'imperatore Rodolfo I contro Ottocaro II di Boemia, a Mainardo II di Tirolo-Gorizia.

Fu sottomesso alla giurisdizione dei conti di San Daniele sotto la sfera d'influenza della Contea di Gorizia, per poi passare nel 1500 alla Contea di Gorizia e Gradisca sotto controllo asburgico.
 
Con il trattato di Schönbrunn (1809) entrò a far parte delle Province Illiriche.

Col Congresso di Vienna nel 1815 Duplezze (Tupelče) rientrò in mano austriaca sotto il Regno d'Illiria; passò in seguito sotto il profilo amministrativo al Litorale austriaco nel 1849. Inizialmente all'interno del comune di Cobilaglava (Kobilaglava, Kobiljaglava o Kobjeglava), in seguito venne aggregata assieme all'ex capoluogo al comune di San Daniele (Sankt Daniel, Štanjel), ritornando però sotto Colbilaglava negli ultimi decenni del XIX secolo.
Dopo la prima guerra mondiale e il Trattato di Rapallo venne annessa come il resto della regione al Regno d'Italia. La località continuò a costituire una frazione del comune di Cobilaglava/Cobbia (Kobjeglava), inserito dal 1923 nella Provincia del Friuli. In questo periodo il suo nome venne modificato dapprima in Tupelze e poi in Villa Tupelce. Nel 1927, passò assieme al resto del comune alla ricostituita Provincia di Gorizia, mentre l'anno successivo il comune di Cobbia venne soppresso e aggregato a quello di San Daniele del Carso.

Tra il 1945 e il 1947, trovandosi a ovest della Linea Morgan fece parte, assieme a tutto il Carso di Comeno e all'attiguo San Daniele del Carso, della Zona A della Venezia Giulia sotto il controllo Britannico-Americano del Governo Militare Alleato. (AMG) Nei pressi del villaggio, presso la foiba di Jelenca jama, venne effettuato il ritrovamento più consistente tra quelli condotti dal governo militare alleato nell'allora zona A, con 156 esumazioni, in maggioranza civili.
Nel 1947 in seguito ai Trattati di Parigi passò poi alla Jugoslavia e quindi alla Slovenia.

## Alture principali e grotte
Jelenca, mt 294; Jelenca jama pri Kobjeglavi (lett. "Grotta di Jelenca") [974 SLO, 511 VG]